# Papež Pavel I.
Pavel I., papež Rimskokatoliške cerkve in svetnik; * 700 Rim (Bizantinsko cesarstvo);  † 28. junij 767, Rim (Papeška država; Frankovsko kraljestvo).

## Življenjepis
Po smrti Štefana II. (imenovan tudi Štefan III.)  je nastal boj za papeški sedež. Tragično je, da se je to godilo ravno po pontifikatu tistega papeža, ki je po svoji požrtvovalnosti pridobil Rimljanom svobodo in čast, ko je s pomočjo Frankov  staroselcem zagotovil mir, ko je onemogočil njihova stara sovražnika in zatiralca – Bizantince-Grke in Langobarde. Resnici na ljubo se je večina volivcev odločila po Štefanovi želji za njegovega starejšega brata - diakona Pavla, ki je najbolj poznal njegova dela in načrte in so tako upali, da jih bo on pač najlažje nadaljeval. 
Njun oče se je imenoval Konstantin. Nekateri zgodovinarji menijo, da je njun oče (in potemtakem tudi onadva) izhajal iz rimske plemiške družine Orsinijevih.

### Nevarnostprotipapeža
Neznatna manjšina pa je hotela vriniti na Petrov sedež arhidiakona Teofilakta (Theophilactus). Le veliki bistroumnosti in diplomatskim sposobnostim novoizvoljenega papeža gre zahvala, da se to ni zgodilo. Teofilakt je tako ostal v papeški službi; tako je sodeloval na sinodi v Frankfurtu let 794 kot eden izmed delegatov.

## Smrt in češčenje
Papež Pavel I. je umrl v Rimu dne 26. aprila 757. in je pokopan najprej v cerkvi svetega Pavla zunaj obzidja; kmalu pa so njegove ostanke prenesli v cerkev svetega Petra v Vatikanu.
Ohranjen je njegov pečat z grškim napisom: ΠΑΥΛΟΥ (Paulou tj. "Pavlov, od Pavla").
Njegov god obhaja katoliška Cerkev na njegov smrtni dan, dne 26. aprila.